# أبو بكر الباقلاني
القاضي أبو بكر الباقلاني (338 هـ - 403 هـ / 950م - 1013م) هو: محمد بن الطيب بن محمد بن جعفر بن القاسم القاضي أبو بكر الباقلاني البصري، الملقب بشيخ السنة، ولسان الأمة، المتكلم على طريقة أبي الحسن الأشعري، أحد كبار علماء عصره انتهت إليه رئاسة المذهب الأشعري، وإليه انتهت رئاسة المالكية في وقته، ويُعد من أكابر أئمة الأشاعرة بعد مؤسسها أبي الحسن الأشعري، كما يعد من مجددي المئة الرابعة.

## شيوخه
من شيوخ الباقلاني من تلقى العلم عن الإمام أبي الحسن الأشعري، وبذلك يمكن اعتباره ضمن الطبقة الثانية من طبقات الأشاعرة.
ومن هؤلاء الشيوخ:
1. الدارقطني.
2. ابن مجاهد الطائي.
3. أبو الحسن الباهلي.
4. أحمد بن جعفر القطيعي.
5. أبو أحمد العسكري.
6. أبو سهل الصعلوكي.
7. أبو بكر الأبهري.
8. أبو عبد الله محمد بن خفيف الشيرازي.
9. ابن أبي زيد القيرواني، وغيرهم.

## تلاميذه
تكاد تُجمع المصادر التي ترجمت للقاضي الباقلاني على أن من تتلمذوا على يديه وسمعوا عنه عدد كبير جداً. معظمهم بالعراق، ومنهم من انتشر في النواحي الشرقية القريبة منها والبعيدة عنها، ومنهم من انتقل جنوبا نحو بلاد الشام والحجاز، ومنهم من نقل مذهبه إلى بلاد المغرب بإفريقية وبالأندلس وسواهما.
ومن هؤلاء التلاميذ:
1. أبو ذر عبد بن أحمد الهروي المالكي الأشعري، أخذ طريقة الباقلاني وأدخلها إلى الحرم، وعنه أخذ أهل المغرب.
2. القاضي أبو محمد عبد الوهاب بن نصر البغدادي المالكي.
3. أبو عبد الله الأزدي، الذي يرجع إليه الفضل في انتشار مذهب الباقلاني في المغرب.
4. أبو الطاهر الواعظ محمد بن علي المعروف بابن الأنباري، والذي يعد كذلك ممن يعود الفضل إليه في نشر مذهب الباقلاني بالمغرب.
5. أبو عمران الفاسي.
6. أبو القاسم الأزهري الصيرفي.
7. أبو الفضل عبيد الله بن أحمد المقري، وغيرهم.

## مكانته العلمية
- قال عنه ابن العماد في شذرات الذهب: «القاضى أبو بكر ابن الباقلانى محمد بن الطيب بن محمد بن محمد بن جعفر، البصري، المالكي الأصولي المتكلم، صاحب المصنفات، وأوحد وقته في فنه... وكانت له بجامع المنصور حلقة عظيمة... وقال ابن الأهدل: سيف السنة: القاضى أبو بكر بن الباقلاني الأصولي الأشعري المالكي، مجدد الدين على رأس المائة الرابعة على الصحيح وقيل جدد بأبي سهل الصعلوكي صنف ابن الباقلاني تصانيف واسعة في الرد على الفرق الضالة... وكان ورعا لم تحفظ عنه زلة ولا نقيصة وكان باطنه معمورا بالعبادة والديانة والصيانة.»[14]
- وقال عنه ابن تيمية: «القاضى أبو بكر: محمد بن الطيب الباقلانى المتكلم - وهو أفضل المتكلمين المنتسبين إلى الأشعري، ليس فيهم مثله لا قبله ولا بعده.»[14][15][16]
- وقال عنه ابن خلكان: «القاضي أبو بكر: محمد بن الطيب ابن محمد بن جعفر بن القاسم، المعروف بالباقلاني، البصري، المتلكم المشهور، كان على مذهب أبي الحسن الاشعري، ومؤيدا اعتقاده، وناصرا طريقته، وصنف التصانيف الكثيرة المشهورة في علم الكلام وغيره، وكان أوحد زمانه، وانتهت إليه الرياسة في مذهبه: وكان موصوفا بجودة الاستنباط، وسرعة الجواب وسمع الحديث. وكان كثير التطويل في المناظرة، مشهورا بذلك عند الجماعة.»[16]
- وقال عنه صلاح الدين الصفدي في الوافي بالوفيات: «القاضي أبو بكر الباقلاني البصري صاحب التصانيف في علم الكلام، سكن بغداد وكان في فنه أوحد زمانه، سمع أبا بكر القطيعي وغيره وكان ثقة عارفاً بالكلام، صنف "الرد على الرافضة والمعتزلة، والخوارج والجهمية"...»[16]
- وقال عنه الذهبي في سير أعلام النبلاء: «الإمام العلامة، أوحد المتكلمين، مقدم الأصوليين، القاضي أبو بكر، محمد بن الطيب بن محمد بن جعفر بن قاسم، البصري، ثم البغدادي، ابن الباقلاني، صاحب التصانيف، وكان يضرب المثل بفهمه وذكائه... وكان ثقة إماما بارعا، صنف في الرد على الرافضة والمعتزلة، والخوارج والجهمية والكرامية، وانتصر لطريقة أبي الحسن الأشعري، وقد يخالفه في مضائق، فإنه من نظرائه، وقد أخذ علم النظر عن أصحابه. وقد ذكره القاضي عياض في "طبقات المالكية" فقال: هو الملقب بسيف السنة، ولسان الأمة، المتكلم على لسان أهل الحديث ، وطريق أبي الحسن، وإليه انتهت رئاسة المالكية في وقته، وكان له بجامع البصرة حلقة عظيمة. حدث عنه: الحافظ أبو ذر الهروي ، وأبو جعفر محمد بن أحمد السمناني ، وقاضي الموصل ، والحسين بن حاتم الأصولي.

قال أبو بكر الخطيب كان ورده في كل ليلة عشرين ترويحة في الحضر والسفر ، فإذا فرغ منها، كتب خمسا وثلاثين ورقة من تصنيفه. سمعت أبا الفرج محمد بن عمران يقول ذلك. وسمعت علي بن محمد الحربي يقول: جميع ما كان يذكر أبو بكر بن الباقلاني من الخلاف بين الناس صنفه من حفظه، وما صنف أحد خلافا إلا احتاج أن يطالع كتب المخالفين، سوى ابن الباقلاني. قلت: أخذ القاضي أبو بكر المعقول عن أبي عبد الله محمد بن أحمد بن مجاهد الطائي صاحب أبي الحسن الأشعري. وقد سار القاضي رسولا عن أمير المؤمنين إلى طاغية الروم، وجرت له أمور، منها أن الملك أدخله عليه من باب خوخة ليدخل راكعا للملك ، ففطن لها القاضي، ودخل بظهره. ومنها أنه قال لراهبهم: كيف الأهل والأولاد؟ فقال الملك: مه! أما علمت أن الراهب يتنزه عن هذا؟ فقال: تنزهونه عن هذا، ولا تنزهون رب العالمين عن الصاحبة والولد! وقيل: إن الطاغية سأله: كيف جرى لزوجة نبيكم؟ -يقصد توبيخا- فقال: كما جرى لمريم بنت عمران، وبرأهما الله، لكن عائشة لم تأت بولد. فأفحمه.
قال الخطيب سمعت أبا بكر الخوارزمي يقول: كل مصنف ببغداد إنما ينقل من كتب الناس سوى القاضي أبي بكر، فإنما صدره يحوي علمه وعلم الناس. وقال أبو محمد البافي: لو أوصى رجل بثلث ماله لأفصح الناس لوجب أن يدفع إلى أبي بكر الأشعري. قال أبو حاتم محمود بن الحسين القزويني: كان ما يضمره القاضي أبو بكر الأشعري من الورع والدين أضعاف ما كان يظهره، فقيل له في ذلك، فقال: إنما أظهر ما أظهره غيظا لليهود والنصارى، والمعتزلة والرافضة، لئلا يستحقروا علماء الحق.
وعمل بعضهم في موت القاضي: 
مات في ذي القعدة، سنة ثلاث وأربعمائة، وصلى عليه ابنه حسن، وكانت جنازته مشهودة، وكان سيفا على المعتزلة والرافضة والمشبهة، وغالب قواعده على السنة، وقد أمر شيخ الحنابلة أبو الفضل التميمي مناديا يقول بين يدي جنازته: هذا ناصر السنة والدين، والذاب عن الشريعة، هذا الذي صنف سبعين ألف ورقة. ثم كان يزور قبره كل جمعة. قيل: ناظر أبو بكر أبا سعيد الهاروني، فأسهب، ووسع العبارة، ثم قال للجماعة: إن أعاد ما قلت، قنعت به عن الجواب. فقال الهاروني: بل إن أعاد ما قاله، سلمت له.»
- وقال عنه القاضي عياض في ترتيب المدارك وتقريب المسالك: «أبو بكر بن محمد بن الطيب بن محمد القاضي المعروف بابن الباقلاني. الملقب بشيخ السنة، ولسان الأمة، المتكلم على مذهب المثبتة، وأهل الحديث، وطريقة أبي الحسن الأشعري خرّج له ابن أبي الفوارس. قال الخطيب أبو بكر في تاريخ البغداديين: درس على أبي بكر ابن مجاهد الأصول، وعلى أبي بكر الأبهري الفقه. قال أبو بكر: وكان ثقة. حدثنا عنه السمناني، قال: وكان أبو الحسن بن جهضم الهمداني، وذكره في كتابه، فقال: كان شيخ وقته، وعالم عصره، الرجوع إليه فيما أشكل على غيره. قال غيره: وإليه انتهت رئاسة المالكيين في وقته. وكان حسن الفقه، عظيم الجدل، وكانت له بجامع المنصور ببغداد حلقة عظيمة. وكان ينزل الكرخ. ذكر أبو عبد الله بن سعدون الفقيه، أن سائر الفرق رضيت بالقاضي أبي بكر في الحكم بين المتناظرين. قال ابن عمار الميورقي: كان ابن الطيب مالكياً، فاضلاً متورعاً، ممن لم تحفظ له قط زلة. ولا نسبت إليه نقيصة. وكان يلقب بشيخ السنة. ولسان الأمة، وكان فارس هذا العلم مباركاً على هذه الأمة. قال: وكان حصناً من حصون المسلمين، وما سرّ أهل البدع بشيء كسرورهم بموته. وليَ القضاء بالثغر. وذكره أبو عمران الفاسي فقال: سيف أهل السنة في زمانه، وإمام متكلمي أهل الحق في وقتنا.

قال القاضي أبو الوليد: كان أبو بكر مالكياً، وحدث عن أبي ذر الهروي. قال: كان سبب أخذي عن القاضي أبي بكر، ومعرفتي بقدره، أني كنت مرة ماشياً ببغداد، مع أبي الحسن الدارقطني، إذ لقيت شاباً فأقبل أبو الحسن عليه، وعظمه، ودعا له. فقلت للشيخ: من هذا الذي تصنع به هذا؟ فقال لي: هذا أبو بكر ابن الطيب، نصر السنّة، وقمع المعتزلة. وأثنى علي. قال أبو ذر: فاختلفت إليه، وأخذت عنه من يومئذ. وأخذ عنه جماعة لا تعد، ودرسوا عليه أصول الفقه والدين. وخرج منهم من الأئمة أبو محمد عبد الوهاب بن نصر المالكي، وعلي بن محمد الحربي، وأبو جعفر السماني، وأبو عبد الله الأدري وأبو الطاهر الواعظ، رحمهم الله. ومن أهل المغرب: أبو عمر بن سعد، وأبو عمران الفاسي. رحل إليه، وأخذ عنه. قال أبو عمران: رحلت إلى بغداد وكنت قد تفقهت بالمغرب، والأندلس عند أبي الحسن القابسي، وأبي محمد الأصيلي، وكانا عالمين بالأصول. فلما حضرت مجلس القاضي أبي بكر ورأيت كلامه في الأصول والفقه، والمؤالف والمخالف، حقرت نفسي وقلت: لا أعلم من العلم شيئاً. ورجعت عنده كالمبتدئ. وتفقه عنده القاضي أبو محمد بن نصر، وعلق عنه، وحكى في كتبه ما شاهد من مناظرته في الفقه بين يدي ولي العهد ببغداد، للمتخالفين. قال أبو بكر الخطيب: كان أعرف الناس بعلم الكلام، وأحسنهم فيه خاطراً، وأجودهم لساناً، وأوضهم بياناً، وأصحهم عبارة. وحكى أن أبا بكر الخوارزمي كان يقول: كل مصنف ببغداد إنما ينقل من كتب الناس، إلا القاضي أبا بكر فإن صدره يحوي علمه، وعلم الناس. وقال علي بن محمد الحربي: كان القاضي أبو بكر يهم بأن يختصر ما يصنعه، فلا يقدر لسعة علمه وحفظه. وما صنف أحد كلاماً إلا احتاج أن يطالع كتب المخالفين، غير أبي بكر فإن جميع ما يذكر من حفظه. وكان أبو محمد الشافعي يقول: لو أوصى رجل بثلث ماله لأفصح الناس، لوجب أن يدفع إلى أبي بكر الأشعري. وكان بعضهم يقول: جاء في الأثر أن الله تعالى، كان يتعاهد عباده بأنبيائه ورسله، فلما ختم الرسالة بمحمد صلى الله عليه وسلم، تعاهد أمته في رأس كل مائة عام برباني من علمائها، يحيي لها دينها، ويجدد شريعتها، فكان إمام رأس أربعماية: أبو بكر بن الطيب.»
- وقال عنه اليافعي في مرآة الجنان: «سيف السنة وناصر الملة الإمام الكبير الحبر الشهير، لسان المتكلمين وموضح البراهين، وقامع المبتدعين وقاطع المبطلين، القاضي أبو بكر محمد بن الطيب المشهور بابن الباقلاني الأصولي المتكلم المالكي الأشعري المجدد به دين الأمة على رأس المائة الرابعة على القول الصحيح. وقد أوضحت ذلك، وذكرت طرفاً من مناقبه في الشاش المعلم شاؤش كتاب المرهم ومناقب مائة إمام من أعيان أئمة الأشعرية، وإنه كانت محاسن القاضي أبي بكر المذكور الباطنة أكثر من محاسنه الظاهرة، وكان كل ليلة إذا قضى ورده كتب خمساً وثلاثين ورقة تصنيفاً من حفظه. وكان فريد عصره في فنه. وله التصانيف الكبيرة المسندة الشهيرة، وإليه انتهت الرئاسة في هذا العلم، وكان ذا باع طويل في بسط العبارة، مشهوراً بذلك، حتى إنه جرى بينه وبين أبي سعيد الهاروني مناظرة يوماً، فأطال قاضي أبو بكر فيها الكلام، ووسع في العبارة، وزاد في الإسهاب، وبالغ في الإيضاح الإطناب، ثم التفت إلى الحاضرين وقال: اشهدوا على أنه إن أعاد ما قلت لأغير الايضاح، ولم أطالب بالجواب، فقال الهاروني: اشهدوا على أنه إن أعاد كلام نفسه سلمت له ما قال.

وقال الحافظ أحمد بن علي الخطيب البغدادي: محمد بن الطيب أبو بكر القاضي معروف بابن الباقلاني، المتكلم على مذهب الأشعري، وكان ثقة، أعرف الناس بعلم الكلام وأحسهم خاطراً وأجودهم لساناً، وأصحهم عبارة، وله التصانيف الكثيرة في الرد على المخالذين من الرافضة والمعتزلة والجهمية والخوارج وغيرهم، وقال: حدثت أن ابن المعلم شيخ الرافضة ومتكلمها حضر بعض مجالس النظر مع أصحابه، فأقبل القاضي أبو بكر الأشعري، فالتفت ابن المعلم إلى أصحابه وقال: قد جاءكم الشيطان، فسمع القاضي كلامه وكان بعيداً فلما جلس أقبل على ابن المعلم وأصحابه، وقال: قال الله تعالى: ﴿أَنَّا ‌أَرْسَلْنَا ‌الشَّيَاطِينَ عَلَى الْكَافِرِينَ تَؤُزُّهُمْ أَزًّا﴾ [مريم:83].
وقال أبو القاسم بن برهان النحوي: من سمع مناظرة القاضي أبي بكر لم يستلذ بعدها لسماع كلام أحد من المتكلمين والفقهاء والخطباء والمترسلين، ولا الأغاني أيضاً لطيب كلامه وفصاحته وحسن نظامه وإشارته. وله التصانيف الكثيرة في الرد على المخالذين من المعتزلة والرافضة والخوارج والمرجئة والمشبهة والحشوية. وحكى الحافظ ابن عساكر عن أهل العلم أنه قال: كان القاضي أبو بكر فارس هذا العلم مباركاً علي هذه الأمة، يلقب سيف السنة ولسان الأمة، وكان مالكياً فاضلاً متورعاً ممن لم يحفظ عليه زلة قط، ولا تنسب إليه نقيصة. وذكر الإمام القاضي أبو المعالي بن عبد الملك، عن الإمام أبي الحاكم القزويني قال: كان الإمام أبو بكر الأشعري يضمر من الورع والديانة والزهد والصيانة أضعاف ما كان يظهره، فقيل له في ذلك فقال: إنما ظهر ما أظهره غيظاً لليهود والنصارى والمبتدعين المخالذين، لئلا يستحقروا علماء الحق والدين. وقال الحافظ ابن عساكر: كان الانتساب إلى الاعتزال فاشياً منتشراً، وكل من كان متسنناً مستخفياً مستتراً إلى أن قام القاضي أبو بكر بنصرة المذهب، واشتهر في المشرق والمغرب. وكان مظهره بدار السلام التي هي قبة الإسلام، فلم يظهر لذلك تغيير من الأنام، ولا نكرة من العلماء والعوام بل كان الكل يتقلدون منه المنة من العوام، والأئمة يلقبونه بأجمعهم سيف السنة ولسان الأمة. وكان بينه وبين جماعة من الحنابلة مخالطة ومؤانسة واجتماع ومجالسة. ونقل الحافظ ابن عساكر بسنده إلى أبي بكر الخوارزمي قال: كل مصنف ببغداد، إنما ينقل من كتب الناس إلى تصانيفه، سوى القاضي أبي بكر، فإن صدره يحوي علمه وعلم الناس. وروى الحافظ الخطيب أنه كان القاضي أبو بكر يهم أن يختصر ما يصنفه، فلا يقدرعلى ذلك لسعة علمه وكثرة حفظه. ولما توفي حضر أبو الفضل التميمي الحنبلي حافياً مع إخوانه وأصحابه، وأمر أن ينادي بين يدي جنازته: هذا ناصر السنة والدين، هذا إمام المسلمين، هذا الذي كان يذب عن سنة الشريعة المخالذين، هذا الذي صنف سبعين ألف ورقة ردا على الملحدين. وروى الحافظ أبو القاسم بسنده إلى القاضي أبي الفخر قال: سمعت الطائي يقول: كنت أشتهي أن أرى القاضي الإمام أبا بكر في النوم، فلم يتفق لي، فنمت ليلة، وصليت على النبي صلى الله عليه وآله وسلم ألف مرة، وسألت الله تعالى ونمت، فلما كان وقت السحر، رأيت جماعة حسنة ثيابهم، بيضاء وجوههم، طيبة روائحهم، ضاحكة أسنانهم، فقلت لهم: من أين جئتم؟ فقالوا: من الجنة. فقلت: ما فعلتم؟ فقالوا: زرنا القاضي الإمام أبا بكر الأشعري، فقلت: وما فعل الله به؟ فقالوا: غفر له، ورفع له في الدرجات. قال: ففارقتهم، ومشيت، وكأني رأيت القاضي أبا بكر، وعليه ثياب حسنة، وهو جالس في رياض خضرة نضرة، فهممت أن أساله عن حاله، وسمعته يقرأ { فَهُوَ في عيشة راضية في جنة عالية} - [الحاقة: 21-22] - فهالني ذلك فرحاً، وانتبهت. ولما توفي رثاه بعضهم في هذين البيتين:»
قلت: لقد ضمن هذين البيتين مدحاً عظيماً يليق بجلالة الإمام المذكور، ويناسب حاله المشهور، ولكن لو أبدل لفظين من بيته كان أحسن وأنسب - فيما أرى - أحدهما قوله ما يحوي من السلف لو قال: من الشرف، والثاني قوله درة الإسلام لو قال: درة التوحيد، لتغاير بين اللفظين، فإنه قد قال في هذا البيت: صارم الإسلام والتوحيد. وإن كان الإسلام داخلاً فيه، فالمغايرة بين الألفاظ وإن اتحدت معانيها أحسن وأبعد من كراهة التكرير ومن قصيدة مدحه بها أبو الحسن السكري، قال بعد ذكر الغزل:
</ref>}}
- وقد اعتبره جلال الدين السيوطي أحد مجددى القرن الرابع الهجري، فقال في قصيدته (تحفة المهتدين بأخبار المجددين):[19]

### مكانته في علمأصول الفقه
يلخص مكانة الباقلاني في الأصول قول الزركشي في مقدمة البحر المحيط في أصول الفقه، أثناء بيانه للمراحل التي مر منها علم أصول الفقه: «وجاء من بعده [أي الإمام الشافعي] فبينوا وأوضحوا وبسطوا وشرحوا، حتى جاء القاضيان: قاضي السنة أبو بكر بن الطيب وقاضي المعتزلة عبد الجبار، فوسعا العبارات، وفكا الإشارات، وبينا الإجمال، ورفعا الإشكال، واقتفى الناس بآثارهم، وساروا على لاحب نارهم، فحرروا وقرروا، وصوروا.»
وقال القاضي عياض في ترتيب المدارك: «قال أبو عمران: رحلت إلى بغداد وكنت قد تفقهت بالمغرب، والأندلس عند أبي الحسن القابسي، وأبي محمد الأصيلي، وكانا عالمين بالأصول. فلما حضرت مجلس القاضي أبي بكر ورأيت كلامه في الأصول والفقه، والمؤالف والمخالف، حقرت نفسي وقلت: لا أعلم من العلم شيئاً. ورجعت عنده كالمبتدئ.» وقد لقبه الإمام المازري في إيضاح المحصول من برهان الأصول أيضا بـ: «إمام الأصوليين.»

## عقيدته
لما كان متكلمًا أشعريًا، علمنا أنه كان يدافع عن عقيدة تنزيه الله عن المكان والحد أي الحجم والتشبيه، بدليل ما جاء في كتاب «الإنصاف» تحت عنوان «مسألة في إحالة اتصاف الباري بسمات النقص في حقه جلت صفاته»، فقد قال ما نصه: «ويجب أن يُعلم أن كل ما يدل على الحدوث أو على سمة النقص فالرب تعالى يتقدس عنه، فمن ذلك أنه تعالى متقدس عن الاختصاص بالجهات والتصاف بصفات المحدثات، وكذلك لا يوصف بالتحول والانتقال، ولا القيام ولا القعود، لقوله تعالى: {ليس كمثله شيء} [سورة الشورى/ءاية:11]».
ويقول في شأن الاستواء: «ويقول استواؤه لا يشبه استواء الخلق، ولا نقول إن العرش له قرار ولا مكان، لأن الله كان ولا مكان، فلما خلق المكان لم يتغير عما كان».
 
وقال أيضا في الإنصاف ص64: «ويجب أن يعلم أن كل ما يدل على الحدوث أو على سمة النقص فالرب تعالى يتقدس عنه، فمن ذلك: أنه تعالى متقدس عن الاختصاص بالجهات، والاتصاف بصفات  المحدثات، وكذلك لا يوصف بالتحول والانتقال، ولا القيام ولا القعود، ولأن هذه الصفات تدل على الحدوث، والله تعالى يتقدس عن ذلك» اهـ.
وقال الحافظ المؤرخ ابن عساكر كتاب تبيين كذب المفتري (ص/221) نقلاً عن أبي عبد الله الحسين بن محمد الدامغاني: (وكان أبو الحسن التميمي الحنبلي يقول لأصحابه: تمسكوا بهذا الرجل- أي بالباقلاني- فليس للسنة عنه غنى أبدا. قال: وسمعت أبا الفضل التميمي الحنبلي وهو عبد الواحد بن أبي الحسن بن عبد العزيز بن الحارث يقول: اجتمع رأسي ورأس القاضي أبي بكر محمد بن الطيب- يعني الباقلاني- على مخدة واحدة سبع سنين. قال أبو عبد الله: وحضر أبو الفضل التميمي يوم وفاته العزاء حافيا مع إخوته وأصحابه وأمر أن ينادي بين يدي جنازته: "هذا ناصر السنة والدين، هذا إمام المسلمين، هذا الذي كان يذب عن الشريعة ألسنة المخالفين، هذا الذي صنف سبعين ألف ورقة ردا على الملحدين "، وقعد للعزاء مع أصحابه ثلاثة أيام فلم يبرح، وكان يزور تربته كل يوم جمعة في الدار" اهـ.
ومن كلامه في تنزيه الله عن الجوارح قوله في الصحيفة سبع وثلاثين من «الإنصاف»: «وأن يعلم مع كونه تعالى سميعًا بصيرًا، أنه مدرك لجميع المدركات»
إلى أن يقول: «وأنه مع ذلك ليس بذي جوارح وحواس توجد بها هذه الإدراكات، فتعالى الله عن الجوارح والآلات».
ومن كتاب «تمهيد الأوائل» يقول القاضي: «فإن قال قائل: أين هو قيل له: الأين سؤال عن المكان، وليس هو ممن يجوز أن يحويه مكان ولا تحيط به أقطار».
قال: ولو كان في كل مكان، لكان في بطن الإنسان وفمه، والحشوش، والمواضع التي يرغب عن ذكرها، ولوجب أن يزيد بزيادة الأمكنة إذا خلق منها ما لم يكن، وينقص بنقصها إذا بطل منها ما كان، ولصح أن يرغب إليه إلى نحو الأرض، وإلى خلفنا وإلى يميننا وإلى شمالنا، وقد أجمع المسلمون على خلافه وتخطئة قائله.
وقال القاضي أبو بكر الباقلاني في كتابه «الانصاف فيما يجب اعتقاده ولا يجوز الجهل به» ما نصه:«ويجب أن يعلم: أن كل ما يدل على الحدوث أو على سمة النقص فالرب تعالى يتقدس عنه. فمن ذلك: أنه تعالى متقدس عن الاختصاص بالجهات، والاتصاف بصفات المحدثات، وكذلك لا يوصف بالتحول، والانتقال، ولا القيام، ولا القعود؛ لقوله تعالى: }لَيْسَ كَمِثْلِهِ شئٌ {وقوله:}وَلَمْ يَكُن لَّهُ كُفُواً أَحَدٌ{ولأن هذه الصفات تدل على الحدوث، والله تعالى يتقدس عن ذلك، فإن قيل أليس قد قال: {الرَّحْمَنُ عَلَى الْعَرْشِ اسْتَوَى } قلنا: بلى. قد قال ذلك، ونحن نطلق ذلك وأمثاله على ما جاء في الكتاب والسنة، لكن ننفي عنه أمارة الحدوث، ونقول: استواؤه لا يشبه استواء الخلق، ولا نقول إن العرش له قرار، ولا مكان، لأن الله تعالى كان ولا مكان، فلما خلق المكان لم يتغير عما كان».اهـ
أما كتاب (الإبانة عن إبطال مذهب أهل الكفر والضلالة) فهو من كتب الباقلاني المشهورة، ولا يزل مفقوداً، وقد ذكره القاضي عياض في (ترتيب المدارك) 2/601، ابن تيميه في (درء تعارض العقل والنقل) 3/382، 3/206، وفي (نقض التأسيس) 2/34، وابن القيم في (اجتماع الجيوش الإسلامية) ص303، وابن كثير في (البداية والنهاية) 11/350 باسم شرح الإبانة، والذهبي في العلو ص173، وأشار سزكين إلى هذا الكتاب ضمن مؤلفات الباقلاني 4/51.

## مؤلفاته
عُرف القاضي أبي بكر الباقلاني باشتغاله بالدفاع عن العقيدة الإسلامية ضد الطاعنين، والمنحرفين من الحشوية والرافضة والمبتدعة، وأصحاب الملل والنحل المخالفة، وقد وقف حياته على أمرين ملكا عليه كل اهتمامه وعنايته، وهما: التدريس والتأليف. وبالنسبة للتدريس فقد كان له تلاميذ كثيرون. وأما التأليف فقد كان له فيه نصيب موفور إلى جانب اهتمامه بالمناظرات، ومما يُروى أنه كان من عادته أنه إذا صلى العشاء وقضى ورده، وضع أدواته بين يديه، وكتب خمساً وثلاثين ورقة من تصنيفه، فإذا صلى الفجر دفع إلى بعض أصحابه ما صنفه في ليلته، وأمره بقراءته عليه، وأملى عليه من الزيادات ما يلوح له فيه.
له مؤلفات كثيرة في علوم شتى، ولا سيما في رده على الجهمية، والخوارج، والكرامية، وغيرهم من أهل البدع والتحريف. وقد تسنى له أن يؤلف ما يزيد على خمسين كتاباً، وقد ضاع أكثرها، ولم يصل لنا منها إلا عدد يسير، ومن أهم مؤلفاته:
1. الإنصاف فيما يجب اعتقاده ولا يجوز الجهل به.
2. تمهيد الأوائل وتلخيص الدلائل.
3. التقريب والإرشاد.
4. إعجاز القرآن.
5. كيفية الاستشهاد في الرد على أهل الجحد والعناد.
6. شرح اللمع في الرد على أهل الزيغ والبدع.
7. الفرق بين معجزات الأنبياء وكرامات الصالحين.
8. الإبانة عن إبطال مذهب أهل الكفر والضلالة.
9. كيفية الاستشهاد، في الرد على أهل الجحد والعناد.
10. الرد على المعتزلة فيما اشتبه عليهم من تأويل القرآن.
11. الرد على الرافضة والمعتزلة والخوارج والجهمية.
12. المقدمات في أصول الديانات.
13. الإنصاف في أسباب الخلاف.
14. هداية المسترشدين.
15. التعديل والتجوير.
16. الإمامة الكبيرة.
17. شرح أدب الجدل.
18. مسائل الأصول.
19. دقائق الكلام.
20. مناقب الأئمة.
21. الإيجاز.
22. الكسب.

## وفاته
قال صاحب الوفيات ما نصه: توفي القاضي أبو بكر المذكور ءاخر يوم السبت ودفن يوم الأحد لسبع بقين من ذي القعدة سنة ثلاث وأربعمئة ببغداد، وصلى عليه ابنه الحسن ودفنه في داره بدرب المجوس، ثم نقل بعد ذلك فدفن في مقبرة باب حرب" ورثاه بعض شعراء عصره بقوله:
وقال ابن عساكر ما نصه:«نُقل إلى باب حرب ودفن في تربة بقرب قبر الإمام أبي عبد الله أحمد بن محمد بن حنبل وأرضاه، ومنقوش على علم عند رأس تربته ما هذه نسخته: هذا قبر القاضي الإمام السعيد فخر الأمة ولسان الملة وسيف السنة عماد الدين ناصر الإسلام أبي بكر محمد بن الطيب البصري قدس الله روحه وألحقه بنبيه محمد صلوات الله عليه وسلامه، ويزار ويُستسقى ويُتبرك به».
وفي الكتاب عينه يروي ابن عساكر أن أبا الفضل التميمي حضر يوم وفاته العزاء مع إخوته واصحابه وأمر أن ينادى بين يدي جنازته: هذا ناصر السنة والدين، هذا إمام المسلمين، هذا الذي كان يذب عن الشريعة ألسنة المخالفين، هذا الذي صنف سبعين ورقة ردًا على الملحدين. وقعد للعزاء مع أصحابه ثلاثة أيام فلم يبرح، وكان يزور تربته كل يوم جمعة في الدار.